# Esprit de France
Pour les articles homonymes, voir Esprit (homonymie).
Esprit de France est un groupe hôtelier, filiale de la Compagnie Lebon, basé à Paris.

## Historique
Esprit de France est une collection d’hôtels fondée à Paris en 1981 par Christophe Paluel-Marmont avec l’acquisition de l’Hôtel des Saints Pères. Depuis lors, la collection s’est étoffée avec l’acquisition de l’Hôtel Parc Saint Séverin (1986), de l’Hôtel de la Place du Louvre (1990), de l’Hôtel Mansart (1991), de l’Hôtel d’Orsay (1997), de l’Hôtel Brighton (1998), de l’Hôtel Aiglon (2004), de l’Hôtel Le Pigonnet (2014). En 2018, c’est au tour de l’Hôtel du Rond-Point des Champs Élysées, de l’Hôtel Louvre Lens et de Maison Armance de rejoindre la collection après une campagne de rénovation des bâtiments historiques qu’ils occupent. En 2019, Esprit de France se sépare de l'Hôtel Aiglon, situé dans le 14e arrondissement de Paris. En 2018, le groupe possède 12 hôtels

## Métiers
Esprit de France possède et exploite 10 hôtels 3 et 4 étoiles à Paris, 1 hôtel 4 étoiles à Lens, 1 hôtel 5 étoiles à Aix-en-Provence et compte une trentaine de partenaires (châteaux, bastides, belles demeures historiques) labellisés, regroupés sous le nom de Club Esprit de France, répartis sur l’ensemble du territoire français. 
En 2016, Esprit de France s’associe à la maison de gastronomie Fauchon pour le lancement et l’exploitation de Fauchon L’Hôtel Paris, premier hôtel de la marque, qui a ouvert ses portes place de la Madeleine en novembre 2018.